# Opopanax hispidus
Opopanax hispidus là một loài thực vật có hoa trong họ Hoa tán. Loài này được Griseb. mô tả khoa học đầu tiên năm 1843.